# Litlahversmór
Litlahversmór är en hed i republiken Island.   Den ligger i regionen Norðurland eystra, i den norra delen av landet, 290 km nordost om huvudstaden Reykjavík.